# Okresní přebor – Poslední zápas Pepika Hnátka
Okresní přebor – Poslední zápas Pepika Hnátka je český film z roku 2012, prequel seriálu Okresní přebor. Jako hlavní postava filmu je trenér Pepík Hnátek, který trénuje svůj tým až do své smrti. Hlavní postavu hraje režisér a příležitostný herec Miroslav Krobot.
Na Cenách české filmové kritiky získal film ocenění za nejlepší mužský herecký výkon ve vedlejší roli pro Ondřeje Vetchého. Na další 4 kategorie (nejlepší film, režie, scénář a mužský herecký výkon v hlavní roli pro Miroslava Krobota) byl nominován. Ondřej Vetchý získal za svůj herecký výkon i Českého lva, film byl nominován na dalších 8 Českých lvů (nejlepší film, režie, scénář, střih, zvuk, hudba, mužský herecký výkon v hlavní roli pro Miroslava Krobota a ženský herecký výkon ve vedlejší roli pro Pavlu Beretovou), žádnou další nominaci ale neproměnil.

## Obsazení
| Miroslav Krobot    | Pepik Hnátek          |
| Ondřej Vetchý      | Jirka Luňák           |
| David Novotný      | Jarda Kužel           |
| Jaroslav Plesl     | Lojza                 |
| Luděk Sobota       | Václav Orel           |
| Leoš Noha          | Adolf Větvička        |
| Pavel Kikinčuk     | Ludvík Hovorka        |
| Jaroslava Pokorná  | Antonie Hnátková      |
| Norbert Lichý      | Míra Kluc             |
| Pavla Beretová     | Tereza                |
| Jan Hartl          | MUDr. Jindřich Krhavý |
| Petr Stach         | Fanda Duchoň          |
| Václav Neužil      | MUDr. Tomáš Otépka    |
| Alena Mihulová     | Marie Luňáková        |
| Marika Procházková | Tereza Kuželová       |
| Pavel Nečas        | Luboš Matějka         |
| Václav Kopta       | Arnošt Krob           |
| Johanna Tesařová   | Jana Rozsívalová      |
| Eva Leinweberová   | MUDr. Marie Stíhlová  |
| Jakub Kohák        | Kája Vachopulos       |
| Ladislav Hampl     | Jarmil Hubáček        |
| Petr Růžička       | Láďa Křivánek         |
| Jiří Petříš        | Jirka Mazánek         |
| Jarmil Škvrna      | Norbert Kott          |
| Karel Wiencek      | Jindra Konipásek      |
| Milan Štróbl       | Čeněk Pazdera         |
| Petr Franěk        | František Mažňák      |
| Lukáš Jambor       | Jaroslav Veselý       |
| Lukáš Langmajer    | Tonda Nádeník         |
| Karel Čech         | Jan Provazník         |
| Oldřich Limport    | pan Jebavý            |
| Josef Biskup       | Bivoj                 |
| Petr Pěknic        | Kerekéš               |

## Recenze
- Okresní přebor – Poslední zápas Pepika Hnátka – 70% na KritikyCZ -
- Petr Kořínek, iDNES.cz
- Daniel Zeman, MovieZone.cz
- Alena Prokopová
- František Fuka, FFFilm